# Râul Dobromiru
Râul Dobromiru este unul din cele două cursuri de apă care formează Râul Zizin. 